# Рикку
Рикку (яп. リュック Рюкку, англ. Rikku) — персонаж серии игр Final Fantasy. Впервые появляется в ролевой видеоигре Final Fantasy X как девушка из расы Аль Бэдов, имеющая обширные знания в области техники. Вместе с Тидусом и остальными героями сопровождает Юну в её путешествии, цель которого — уничтожение чудовища под названием «Грех», которое держит в страхе игровой мир Final Fantasy X Спиру много десятилетий. Кроме того, она появляется в продолжении Final Fantasy X Final Fantasy X-2, где также сопровождает Юну и помогает ей искать её возлюбленного Тидуса. Рикку получила хорошие отзывы от игроков и игровой прессы.

## Появления в играх

Дизайн Рикку в Final Fantasy X-2

Рикку впервые появляется в Final Fantasy X. Здесь в игре 15 лет и происходит из расы Аль Бэды. Она помогают главному герою игры Тидусу в поисках существа по имени «Грех». В конце игры Тидус пропадает, и присоединяется к команде Юны «Крылья чайки». Рикку умеет говорить на нескольких языках: на языке, на котором общаются жители Спиры (на английском или японском языке, в зависимости от региона) и Аль Бэды. В бою Рикку может использовать в бою различные предметы, а также воровать предметы у противника. Она также имеет возможность демонтажа Машин и «красть» её способности. Рикку похожа на маленького ребёнка, она веселая и позитивна. У героини большие знания в области химии. Она любит двоюродную сестру Юну и не хочет, чтобы она стала паломником. Рикку сообщает Тидусу, что Юна должна себя принести в жертву для победы над Грехом.
Рикку вновь появляется в Final Fantasy X-2 в качестве главного героя. Теперь ей 17 лет. Она отправляется вместе с Юной и Пэйн на поиски после того, как они увидели в дресс-сфере человека, очень похожего на Тидуса.

### Прочие появления
Рикку в виде феи вместе с Юной и Пэйн появилась в Kingdom Hearts II. Трио работают на Мелифисенту и шпионят за Леоном, но потом переходят на сторону Соры. Трио девушек появляются в игре Itadaki Street Special.
Разными компаниями продавались фигурки героини, среди них две от Coca Cola и Square в 2000 году, Kotobukiya в 2001, Bandai в 2002, 2003 и 2005 годах, Hobby Japan в 2003 году, Kotabukiya и Square Enix в 2003 году и три от Square Enix в 2003 и 2006 годах и Square Enix и Amono Shiro в 2008 году. Специальные карты памяти для PlayStation 2 выпускались компанией Hori с 2003 года.

## Разработка персонажа
Рикку была разработана дизайнером персонажей Final Fantasy X и X-2 Тэцуей Номурой. Героиня была озвучена Тарой Стронг и Марикой Мацумотой в английской и японской версиях соответственно. При создании X-2 дизайн Рикку претерпел значительные изменения. По словам Тэцу Цукамото, дизайнера костюмов для Final Fantasy X-2, смена дизайна была связана со сменой обстановки в мире Спира на более спокойный лад. В концепции X-2 было принято, что главными героями будут трое девушек, в том числе и Рикку. Юна и Рикку были сразу же включены в трио девушек, последняя была создана специально для X-2 (ею стала Пэйн). Во время разработки ходили слухи, что Square Enix планирует создать два сиквела к Final Fantasy X: в одной из них главной героиней была Юна, в другой — Рикку. Тем не менее, разработчики позже уточнили, что они не планируют делать несколько версий игры.
Режиссёр по озвучиванию Джек Флетчер предложил озвучить Рикку актрисе Таре Стронг, так как они давно работают над озвучиванием персонажами. Чтобы подготовиться к роли, она получила оригинальные запись озвучивания на японском языке, описание героини от Флетчера и сценаристов. Стронг было легко соответствовать личности Рикку из-за её простоты. Актриса хотела озвучить персонажа, чтобы она выглядела более реалистичной. Язык расы Аль Бэд был создан заранее, и актриса говорила простые значения слов.

## Отзывы

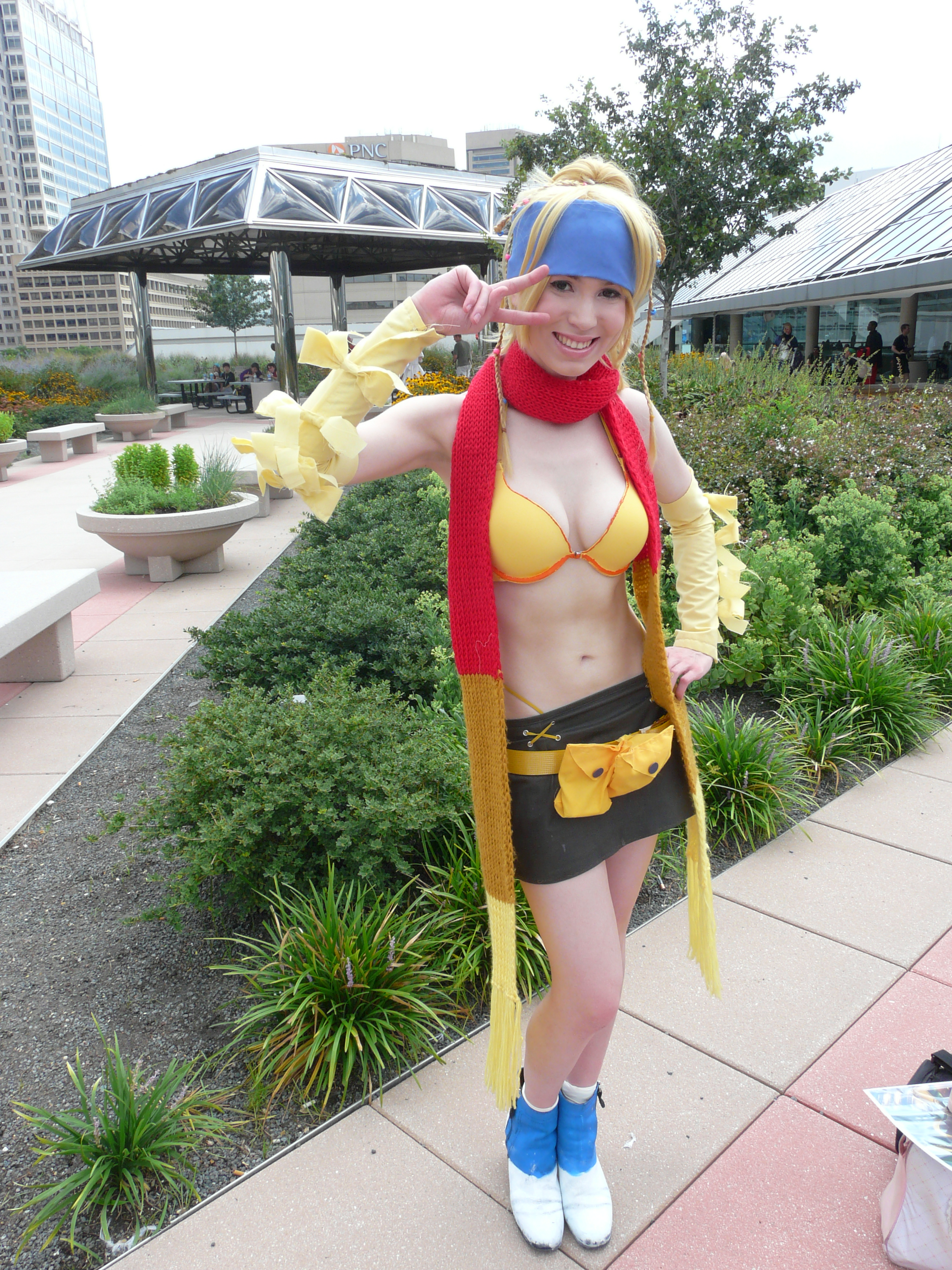
Косплей Рикку.

Рикку получила положительные отзывы от критиков и фанатов за привлекательность. Она получила в 2004 году награду как «Самая горячая героиня» на церемонии G-Phoria, а в 2005 году — «Выбор зрителей: Хорошая девочка» на выставке Video Game Vixens. В 2007 году Рикку была включена в список «50 величайших женских персонажей в истории видеоигр» от сайта Tom’s Hardware. GameDaily в 2008 году поставил героиню на 15 место в списке «Горячие девочки из игр», описывая её как энергичную, имеющую отличную фигуру, и просто она ловкий механик. В 2010 году UGO.com включил Рикку в список «самых горячих девочек из видеоигр». В этом же году журнал Complex поставил Рикку вместе с Юной и Пэйн на 20 место в списке «горячих женщин из видеоигр».
В 2008 году GameDaily включил героиню в список «Десяти девушек, которых можно познакомить со своей мамой», ссылаясь на её хорошее чувство юмора. Сайт 1UP.com назвал характер персонажа как весело-идиотический. Актриса Тара Стронг, озвучивавшая Рикку на английском языке, также получила положительные отзывы. В 2004 году Рикку получила награду Academy of Interactive Arts & Sciences в номинации «Лучший женский персонаж».